# Arnošt Klimčík
Arnošt Klimčík (Karviná, 24 de julho de 1945 - 21 de março de 2015) foi um handebolista checoslovaco, medalhista olímpico.

## Títulos
- Jogos Olímpicos:
  - Prata: 1972